# Place des Palais

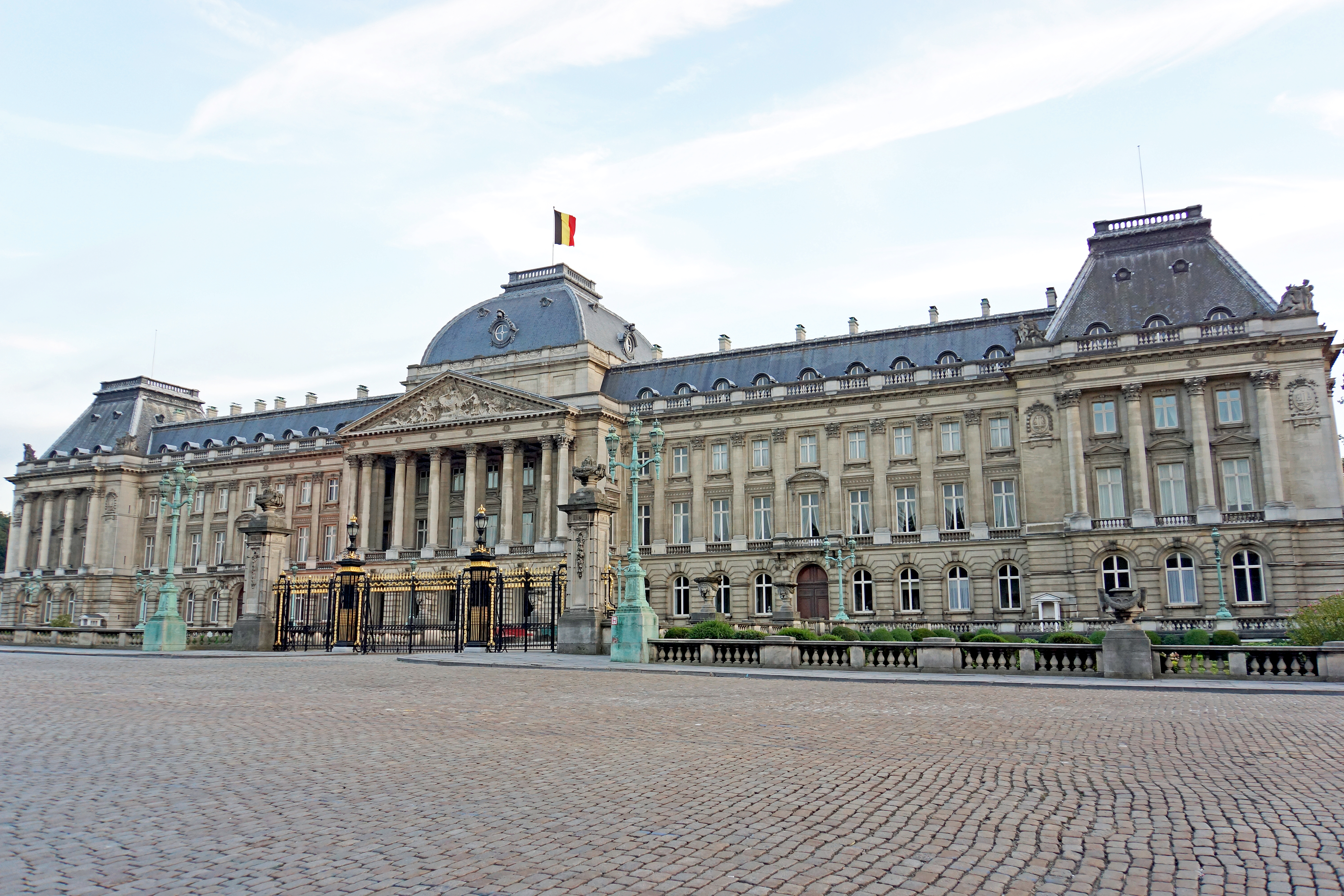
Vista de la Place des Palais frente al Palacio Real.

La Place des Palais (en neerlandés: Paleizenplein) es una plaza de Bruselas situada entre la Rue Ducale y la Rue Royale. Con una longitud de 350 metros y una anchura de 70 metros, está bordeada al norte por el Parque de Bruselas y al sur por el Palacio Real.

## Historia
Su historia es inseparable de la del Palacio Real. Actualmente es difícil imaginarse el sitio original, debido a que la configuración del terreno ha sido modificada con el paso de los siglos: originalmente era un valle atravesado por un arroyo, el Coperbeek («arroyo de cobre» en neerlandés), que separaba el Palacio de Coudenberg de la Warande («madriguera» en neerlandés). Después del incendio del palacio en 1731, el lugar quedó abandonado hasta la creación del actual Parque de Bruselas. En 1779, se trazaron alrededor del parque varias arterias, de las cuales la llamada Rue de Belle-Vue fue el origen de la Place des Palais. Para ello, fue necesario rellenar una parte del valle. Era una calle más estrecha que la plaza actual y que se terminaba con un recodo en cada extremo. Debía su nombre al panorama que ofrecía al oeste hacia la ciudad.
En 1827, la Rue de Belle-Vue recibió el nombre de Place des Palais. Podríamos sorprendernos el uso de palais («palacios») en plural: después de la creación del parque, se construyeron en efecto dos «palacios» (se debería hablar más bien de «hôtels») a este lado del parque, uno de ellos usado por el conde Louis de Belgiojoso, ministro plenipotenciario del emperador de Austria, y el otro usado por el barón de Bender, comandante de las tropas austriacas. En la época del Reino Unido de los Países Bajos, el rey Guillermo I de los Países Bajos los hizo conectar por un pórtico, suprimiendo al mismo tiempo la Rue Héraldique, que los separaba. A pesar de las mejoras posteriores, a Bruselas le faltaba un palacio real digno de este nombre y, en 1904, Leopoldo II, insatisfecho por esta situación, decidió transformarlo completamente. En esta ocasión, la Place des Palais, ampliada en detrimento del parque, recibió su aspecto rectilíneo actual.

## Acontecimientos
Tanto por sus dimensiones como por su situación privilegiada frente al Palacio Real, la Place des Palais se presta a la celebración de ceremonias oficiales. El 21 de julio, día de la Fiesta nacional, es aquí donde se realiza el desfile militar y civil al que asisten la familia real, los cuerpos oficiales del Estado y el cuerpo diplomático.
La Place des Palais también se recuerda como un lugar de luto excepcional. Desde el 1 de agosto de 1993, la plaza experimentó una excepcional concentración de multitud tras el anuncio del fallecimiento del rey Balduino. El 5 de agosto, la plaza alcanzó un récord de afluencia: entre cien mil y doscientas mil personas que querían dar un último homenaje al cadáver del rey expuesto en el Palacio Real se reunieron en la plaza a lo largo del día.
Aunque el lugar no estaba destinado inicialmente a este género de manifestaciones, la Place des Palais también se convirtió en un lugar festivo. Acoge especialmente conciertos durante la Fiesta de la Comunidad Francesa de Bélgica, la Fiesta del Iris (fiesta de la Región de Bruselas-Capital) y la Fiesta de la Música. En esta ocasión, un número del programa Taratata presentado por Nagui el 21 de junio de 2011 desplazó a más de cincuenta mil personas. En verano, la plaza está animada por el Brussels Summer Festival. En 2010, el pelotón del Tour de Francia abandonó la Place des Palais para 10 km de desfile a través de Bruselas.